# پولشویی دولت جمهوری آذربایجان
پولشویی دولت جمهوری آذربایجان اشاره به گزارشی دارد که توسط «پروژه مبارزه با جرایم سازمان‌یافته و فساد» Organized Crime and Corruption Reporting Project (OCCRP) در سال ۲۰۱۷ منتشر گردید و طی آن حکومت جمهوری آذربایجان متهم شد که مبلغ ۲٫۹ میلیارد دلار طی سالهای ۲۰۱۲ تا ۲۰۱۴ به اروپا منتقل و پس از پولشویی در راستای لابی دولت جمهوری آذربایجان به افراد مورد حمایت پرداخت و خرج شده‌است. این مبلغ حدوداً معادل روزی ۳ میلیون دلار طی آن ایام بوده‌است.
این پولشویی اهداف مختلفی را دنبال می‌کرد که ماست‌مالی‌کردن موارد نقض حقوق بشر توسط حاکمان جمهوری آذربایجان و بهبود چهره آنان در فضای بین‌المللی یکی از اهداف آن بوده است.
منبع پولها همیشه روشن نبوده اما عموماً بانک بین‌المللی آذربایجان یا شرکت‌های وابسته به الهام علی اف منبع پولها بوده‌اند. پولها سپس به چند شرکت انگلیسی که در جزایر دوردست انگلیس اداره می‌شدند منتقل و از آنجا در کشورهای مختلفی از جمله، آلمان، انگلستان، فرانسه، ترکیه و ایران هزینه می‌شده‌است.
یکی از دریافت‌کنندگان رشوه، Luca Volontè نمایندهٔ ایتالیایی پارلمان اروپا بود که به گزارش نقض حقوق بشر در جمهوری آذربایجان در سال ۲۰۱۳ رای منفی داد؛ او متهم شد که ۲ میلیون دلار از دولت جمهوری آذربایجان رشوه گرفته‌است.

## مطالعه بیشتر
- «اعطای رشوه به نماینده شبکه سی‌ان‌ان در ج».
- «جمهوری آذربایجان 'سه میلیارد دلار برای تطمیع سیاستمداران اروپایی پرداخته است'». بی‌بی‌سی فارسی.